# Stigmatomma trigonignathum
Stigmatomma trigonignathum is een mierensoort uit de onderfamilie van de Amblyoponinae. De wetenschappelijke naam van de soort is voor het eerst geldig gepubliceerd in 1949 door Brown.